# Andrzej Łozowski (samorządowiec)
Andrzej Bernard Łozowski (ur. 21 lipca 1955 w Gnieźnie) – polski samorządowiec, animator turystyki krajoznawczej.

## Życiorys
Absolwent Wydziału Chemii Politechniki Poznańskiej.
Od początku istnienia samorządu pełni urząd wójta gminy Łubowo, w wyborach otrzymał 91.24% głosów, co stanowiło najlepszy wynik w Polsce. Obecnie jest najdłużej sprawującym mandat samorządowca w historii III RP, nieprzerwanie pracuje od 25 lat.
Zaangażowany w lokalne działania, za które wielokrotnie zostawał nagradzany, m.in. w 2007 r. otrzymał tytuł „Gnieźnianina Roku” oraz w 2011 r. tytuł Człowiek Roku Mediów Lokalnych (samorząd/polityka). Członek Rady Muzeum Pierwszych Piastów na Lednicy.
W 2015 otrzymał wyróżnienie „Filar Samorządu Terytorialnego” przyznany przez Wielkopolski Ośrodek Kształcenia i Studiów Samorządowych.
W uznaniu zasług prezydent RP przyznał mu w 2015 Złoty Krzyż Zasługi, uhonorowanie uzasadniono: Za zasługi w działalności na rzecz rozwoju turystyki krajoznawczej, za propagowanie ruchu Uniwersytetów Trzeciego Wieku Podczas uroczystości wręczenia odznaczenia wyrażono opinię o samorządowcu: To wieloletni wójt gminy Łubowo, doskonały gospodarz, inicjator działań na rzecz wykorzystania funduszy unijnych w lokalnej infrastrukturze gminy. Aktywnie wspiera inicjatywy gospodarcze, udziela się społecznie na rzecz Ochotniczej Straży Pożarnej i Lokalnej Grupy Działania „Trakt Piastów”. W 2024 został odznaczony Krzyżem Kawalerskim Orderu Odrodzenia Polski.